# Крестьянское сословие Швеции

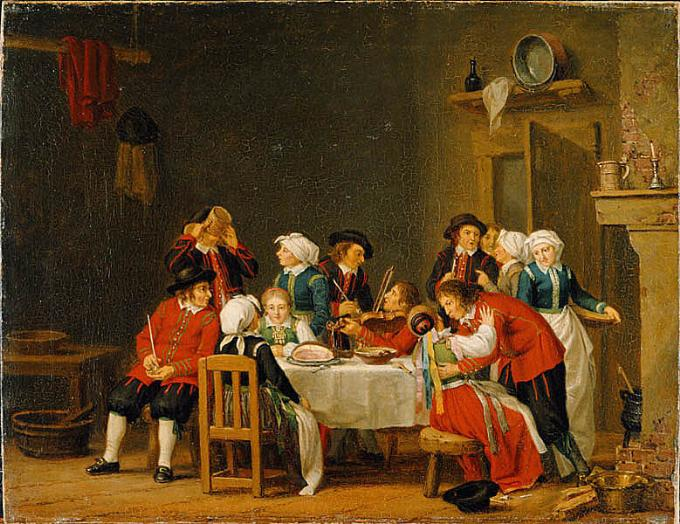
Праздник в крестьянском доме. Картина Пера Хиллестрёма

Крестьяне (швед. Bondeståndet) были одним из четырёх сословий Швеции, обладавших правом на политическое представительство в риксдаге до реформы представительства 1866 года. Их официальное название звучало как «почётное крестьянское сословие» (Hedervärda Bondeståndet).
В общем, крестьянство Швеции можно разделить на две категории: крестьяне-собственники и горнорабочие.

## История
Крестьяне-бонды Швеции считались свободными жителями, в отличие от рабов-трэллов, существовавших до середины XIV века. Крестьяне назывались «одал», если они владели своей землей и если она передавалась по наследству в течение нескольких поколений. Также крестьянами называли тех, кто построил свои дома на общинных землях (аллод), и фермеров (землевладельцев), если они арендовали чужую землю.
Среди крестьян были и горнорабочие, которые владели землями, находящимися в ведении бергсманшеммана (сборщика налогов), и бергсфрельсе (управляющего королевскими землями с особыми привилегиями). Они пользовались большим почетом и во многих случаях освобождались от уплаты налогов. Однако в риксдаге, по крайней мере с 1527 года, горнорабочие Фалуна были представлены в качестве бюргеров.
После появления «спасения» (освобожденных от налогов земель, примерно в 1280 году) репутация крестьянина значительно ухудшилась, и теперь к нему относились с пренебрежением, особенно мелкие землевладельцы и фермеры. Значительная часть сельского населения не относилась к крестьянским семьям, а являлась наемными работниками, не имевшими собственной земли.
После восстания Энгельбректа в 1435—1436 годах, которое было направлено как против власти знати, так и против иностранного влияния, крестьяне вновь начали играть важную политическую роль. Правители национального государства нуждались в лояльности крестьян, чтобы подтвердить свою позицию и обеспечить выживание.
В XVI веке крестьяне и другие жители стали объединяться под общим названием «простолюдины» (allmoge). Это слово использовалось сначала для обозначения всего народа, а затем для людей, которые платили налоги (сельских и городских жителей, горнорабочих), в отличие от дворянства и духовенства, которые не облагались налогами. Однако в средневековом земельном праве «простолюдин» также был юридическим термином, который относился к крестьянам.
В 1617 году в ходе сессий сословий, известных как риксдаг, представители различных сословий должны были самостоятельно избрать палату представителей. Крестьяне, вместе со своими делегатами, присутствовали на коронации Густава II Адольфа в том же году. Они давали клятву помогать королю и защищать страну своей жизнью и имуществом. Это было первое официальное признание существования четырёх сословий.
Вопрос о количестве представителей в риксдаге был урегулирован в рамках системы правления, принятой в 1634 году. Согласно этой системе, от каждого графства или, в некоторых случаях, от нескольких графств назначался представитель. В этом же документе разъяснялось, что крестьяне-податные и коронные крестьяне были представлены в риксдаге через своих «херредагскарларов» или «херредагсмэнов». В свою очередь, крестьяне, жившие на земле знати, считались представленными через своих господ.
Во второй половине XVI века представители крестьян, известные как «херредагскарларна», в основном назначались судебными приставами. Однако в 1680 году была введена избирательная система, в рамках которой крестьяне сами назначали своего представителя — «херредагсманнена». Риксдаг 1723 года постановил, что крестьянство будет представлено в парламенте одним представителем от каждого округа, а их секретарь будет назначен духовенством или буржуазией.
В 1789 году Густав III принял Закон о союзе и безопасности, который существенно расширил права простых людей за счёт дворянства. Это повлекло за собой подтверждение уже достигнутых свобод при покупке облагаемых налогом земель и закрепление прав простых людей. Было объявлено, что все плательщики налогов имеют равные права владения и распоряжения своей землёй, включая леса и угодья, а также право заниматься рыболовством, охотой и отловом животных.
В XIX веке крестьянство претерпело значительные изменения. В период с 1865 по 1866 годы была проведена так называемая реформа представительства, которая ввела порядок работы риксдага 1866 года. В результате были отменены сословия, и крестьяне утратили право на особое представительство в риксдаге. Однако власть крестьян-собственников значительно возросла, так как существовал имущественный ценз. Большинство крестьян, владеющих собственным имуществом, имели право голоса, так как большинство из них имели право собственности на имущество стоимостью не менее 1000 риксдалеров. В результате расслоение между бедными сельскохозяйственными работниками и крупными фермерами ещё больше усилилось.